# Média aritmética
Arquitas de Tarento, um matemático pitagórico que viveu por volta de 400 a.C., definiu que existiam três tipos de média. 
Um número é a média aritmética de dois outros quando o excesso do primeiro para o segundo é igual ao excesso do segundo para o terceiro, a média geométrica quando a proporção do segundo para o terceiro é igual à proporção do primeiro para o segundo, e a média harmônica quando a quantidade que o primeiro excede o segundo em relação ao primeiro é igual à quantidade que o segundo excede o terceiro em relação ao terceiro; em notação moderna, sendo o primeiro x, o segundo m e o terceiro y (x > m > y > 0):
- média aritmética: {\displaystyle x-m=m-y}
- média geométrica: {\displaystyle {\frac {m}{y}}={\frac {x}{m}}}
- média harmônica: {\displaystyle {\frac {x-m}{x}}={\frac {m-y}{y}}}

Após algumas transformações, chega-se às fórmulas:
- média aritmética: {\displaystyle m={\frac {x+y}{2}}}
- média geométrica: {\displaystyle m={\sqrt {xy}}}
- média harmônica: {\displaystyle {\frac {1}{m}}={\frac {1}{2}}({\frac {1}{x}}+{\frac {1}{y}})}

## Tipos de média aritmética
Há dois tipos de média aritmética - simples ou ponderada.

### Média aritmética simples
A média aritmética simples é a mais utilizada no nosso dia-a-dia. É obtida dividindo-se a soma das observações pelo número delas. É um quociente geralmente representado pelo símbolo {\displaystyle {\bar {x}}.} 
Se tivermos uma série de n valores de uma variável x, a média aritmética simples será determinada pela expressão:
{\displaystyle {\bar {x}}={\frac {x_{1}+x_{2}+....+x_{n}}{n}}={1 \over n}\sum _{i=1}^{n}{x_{i}}}

### Média aritmética ponderada
Consideremos uma coleção formada por n números: {\displaystyle x_{1},x_{2},\ldots ,x_{n},} de forma que cada um esteja sujeito a um peso, respectivamente, indicado por: {\displaystyle p_{1},p_{2},\ldots ,p_{n}.} A média aritmética ponderada desses n números é a soma dos produtos de cada um multiplicados por seus respectivos pesos, dividida pela soma dos pesos, isto é:
{\displaystyle {\bar {p}}={\frac {x_{1}p_{1}+x_{2}p_{2}+....+x_{n}p_{n}}{p_{1}+p_{2}+....+p_{n}}}={\frac {\sum _{i=1}^{n}{x_{i}p_{i}}}{\sum _{i=1}^{n}{p_{i}}}}}
Obviamente, a média aritmética e a média ponderada podem ser generalizadas para estruturas algébricas mais complexas; a única restrição é que a soma dos pesos seja um número invertível (em particular, não pode ser zero).
Caso todos os valores {\displaystyle x} tenham o mesmo peso {\displaystyle p}, podemos simplificar a média ponderada em uma média simples isolando {\displaystyle p}:
{\displaystyle {\bar {p}}={\frac {x_{1}p_{1}+x_{2}p_{2}+....+x_{n}p_{n}}{p_{1}+p_{2}+....+p_{n}}}={\frac {\sum _{i=1}^{n}{x_{i}p_{i}}}{\sum _{i=1}^{n}{p_{i}}}}}{\displaystyle {\bar {p}}={\frac {\sum _{i=1}^{n}{x_{i}p_{i}}}{\sum _{i=1}^{n}{p_{i}}}}={\frac {\sum _{i=1}^{n}{x_{i}p}}{\sum _{i=1}^{n}{p}}}={\frac {p\times \sum _{i=1}^{n}{x_{i}}}{n\times p}}={\frac {1}{n}}\sum _{i=1}^{n}{x_{i}}}

## Exemplos
- Um aluno tirou as notas 5, 7, 9 e 10 em quatro provas. A sua média será {\displaystyle {\frac {5+7+9+10}{4}}=7,75} ou seja {\displaystyle {\frac {31}{4}}=7,75}
- Um aluno fez um teste (peso 1) e uma prova (peso 2), tirando 10 no teste e 4 na prova. A sua média (ponderada) será {\displaystyle {\frac {10\cdot 1+4\cdot 2}{1+2}}={\frac {10+8}{3}}=6.} Logo, o resultado da média aritmética ponderada para este exemplo é 6.  Se o teste e a prova tivessem mesmo peso, e não importa qual o valor do peso, importando apenas a relação entre os pesos, a média ponderada aritmética seria sempre 7.  Isto é, se o aluno fizesse um teste (peso 3) e uma prova (peso 3), obtendo respectivamente a mesma pontuação anterior 10 e 4, teríamos: {\displaystyle {\frac {10\cdot 3+4\cdot 3}{3+3}}={\frac {30+12}{6}}=7.} O resultado para pesos iguais será sempre "7".  Veja: {\displaystyle {\frac {30+12}{6}}=7.}
- Um triângulo no plano tem vértices dados pelas coordenadas cartesianas (2, 1), (4, -1) e (3, 6). O seu baricentro é a média dos vértices, ou seja {\displaystyle (3,2).}